# Aplidiopsis vitreum
Aplidiopsis vitreum is een zakpijpensoort uit de familie van de Polyclinidae. De wetenschappelijke naam van de soort is voor het eerst geldig gepubliceerd in 1887 door Lahille.